# 13406 Секора
13406 Секора (13406 Sekora) — астероїд головного поясу, відкритий 2 жовтня 1999 року.
Тіссеранів параметр щодо Юпітера — 3,296.